# رود وودورد
رود وودورد هو لاعب كرة قدم كندية كندي، ولد في 22 سبتمبر 1944 في فانكوفر في كندا، وتوفي في 27 سبتمبر 2016 في وايت روك في كندا.

## وصلات خارجية
- رود وودورد على موقع JustSportsStats.com (الإنجليزية)